# السياحة في الولايات الأمريكية

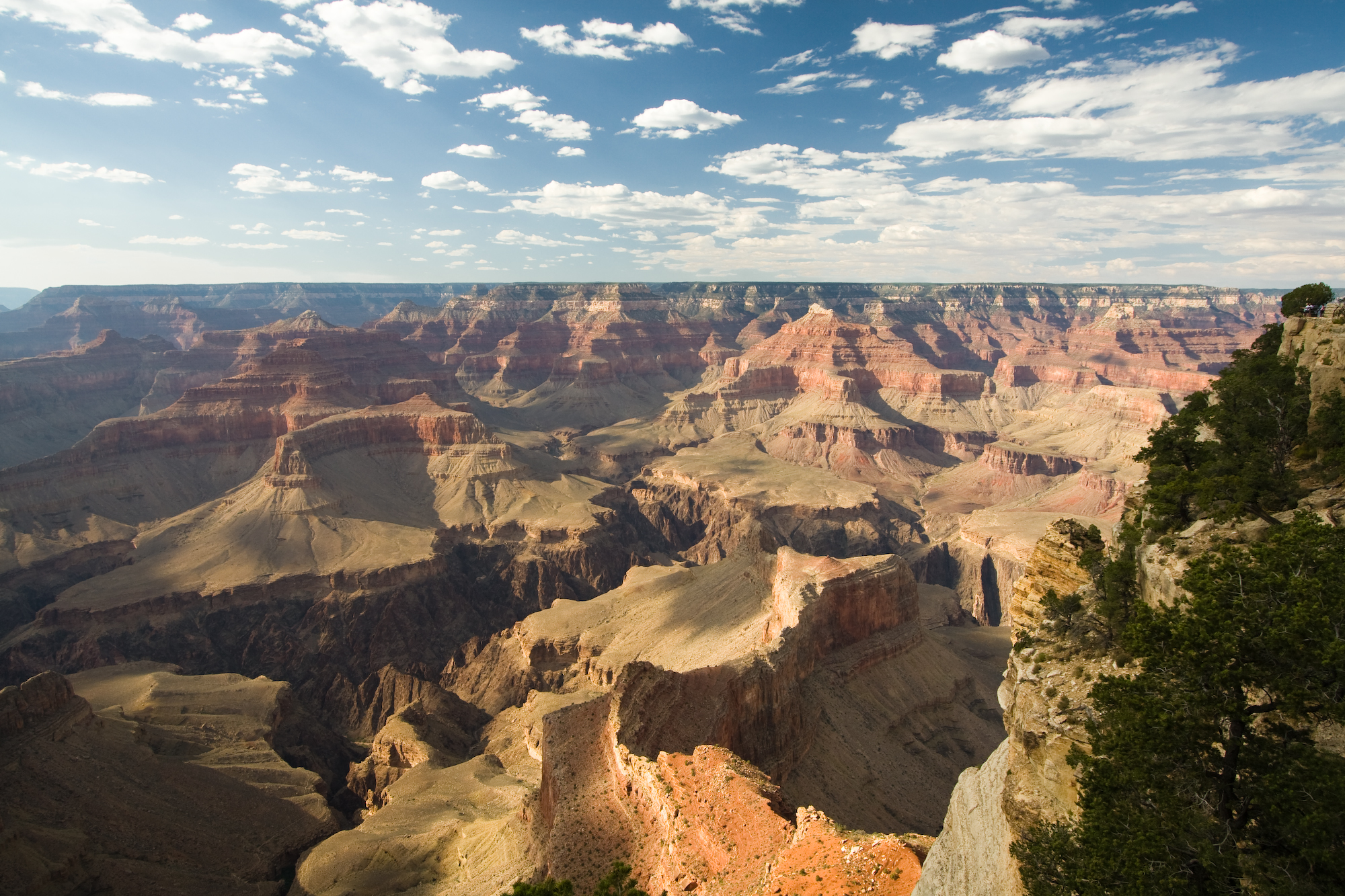

السياحة في الولايات المتحدة تُمثل احدي الأنشطة الاقتصادية الهامة، الولايات المتحدة هي في الواقع ثالث دول العالم في عدد السياح ما بعد فرنسا وإسبانيا.